# Сияй (альбом)
«Сияй» — третий студийный альбом российского певца и автора песен Ramil’, выпущенный 11 декабря 2020 года на лейбле Sony Music Entertainment.

## Синглы
10 июля 2020 года Ramil’ выпускает ведущий сингл из альбома «Сияй». Неделей спустя после официального релиза, сингл получил платиновую сертификацию. Ещё одной неделей позже «Сияй» сертифицируется дважды платиновым. Тремя месяцами позже, 9 октября, выходит второй сингл из альбома «Падали». Ещё до официального релиза песни Ramil’ показал отрывок из этой композиции 20 июля 2020 года.

## Отзывы
| Оценки критиков       | Оценки критиков       |
| Источник              | Оценка                |
| Русскоязычные издания | Русскоязычные издания |
| --------------------- | --------------------- |
| InterMedia            | 7.0/10                |

Это достаточно экспериментальный  альбом, наполненный живыми инструментами. Это серьёзная работа для меня, шаг на ступень выше. Хочу  удивить свою аудиториюRamil’ об альбоме «Сияй»
Алексей Мажаев, рецензент издания InterMedia, сказал, что вокальная манера Ramil’ воспринимается так, будто «ухо выхватывает отдельные слова и почти весь мат», отметив, что это звучит не слишком органично и предположив, что таким образом артист дистанцируется от «плавного и развлекательного кальян-рэпа, в песнях „Рядом не те“ и „Бусы в потолок“ давая этакого пацанского хип-хопа». Алексей также упомянул, что в остальных вещах Рамиль спокойно использует «весь инструментарий кальян-рэпа с его невнятной артикуляцией и восточными мелизмами». Песни «Медляк», «Сигаретный дым» и «Не звони мне» Мажаев сравнил со «стандартными образчиками жанра», но заметил, что «стоит Рамилю добавить в песню какой-то хуковый момент и/или запоминающийся мотив припева — и эти номера начинают резко выделяться не только в этом альбоме, но и в чартах». Про песню «Сияй» он сказал, что она «заняла прочное место в саундтреке полугодия». По словам Алексея, композиция «Падали» является симпатичной песней с «нежным и привязчивым припевом», а у трека «Аромат», открывающего альбом, «густая концентрация ориентальных мотивов может оказаться непривычной для части слушателей».
Ульяна Пирогова из ТНТ Music заявила, что большую часть альбома составила лирика, но «нашлось место и бодрым трекам, вдохновлённым хип-хоп-звучанием».

## Список композиций
| №   | Название            | Автор(ы)      | Продюсеры         | Длительность |
| --- | ------------------- | ------------- | ----------------- | ------------ |
| 1.  | «Аромат»            | Рамиль Алимов | Thorz Тимур Котов | 2:30         |
| 2.  | «Сияй»              | Рамиль Алимов | Zane98            | 2:01         |
| 3.  | «Бусы в потолок»    | Рамиль Алимов | Thorz Тимур Котов | 2:12         |
| 4.  | «Падали»            | Рамиль Алимов | Thorz             | 2:39         |
| 5.  | «Медляк»            | Рамиль Алимов | Thorz Тимур Котов | 1:54         |
| 6.  | «Сигаретный дым»    | Рамиль Алимов | Thorz Тимур Котов | 2:14         |
| 7.  | «Levi’s»            | Рамиль Алимов | Thorz Тимур Котов | 1:27         |
| 8.  | «Не звони мне»      | Рамиль Алимов | Thorz Тимур Котов | 2:28         |
| 9.  | «Рядом не те»       | Рамиль Алимов | Thorz Тимур Котов | 3:27         |
| 10. | «Расписана тетрадь» | Рамиль Алимов | Thorz Тимур Котов | 2:01         |

## Чарты
| Чарт (2020)               | Высшая позиция |
| ------------------------- | -------------- |
| Россия (Apple Music)      | 1              |
| Украина (Apple Music)     | 9              |
| Молдова (Apple Music)     | 13             |
| Эстония (Apple Music)     | 23             |
| Армения (Apple Music)     | 25             |
| Казахстан (Apple Music)   | 31             |
| Латвия (Apple Music)      | 35             |
| Азербайджан (Apple Music) | 43             |
| Литва (Apple Music)       | 148            |